# 滑鐵盧 (歌曲)
《滑鐵盧》（Waterloo）是瑞典流行合唱團ABBA的一首歌曲，收錄於同名專輯當中。ABBA以這首曲子贏得1974年歐洲歌唱大賽冠軍。除此之外，《滑鐵盧》亦在比利時、丹麥、芬蘭、愛爾蘭、荷蘭、挪威、南非、瑞士、英國與西德等10個國家登上榜單冠軍。